# 시흥 문원리 삼층석탑
시흥 문원리 삼층석탑(始興 文原里 三層石塔)은 대한민국 경기도 과천시 갈현동, 보광사에 있는 삼층석탑이다. 1983년 9월 19일 경기도의 문화재자료 제39호로 지정되었다.

## 개요
원래는 관문리의 절터에 있던 것을 이곳으로 옮겨왔다고 한다. 이 탑은 단층기단과 3층 탑신을 갖추고 시멘트로 된 기단 위에 놓여 있다. 지대석에는 각 면에 안상을 조각하였고 기단의 각 면에는 모서리 기둥을 새겼다. 탑신과 지붕돌은 각기 다른 돌로 만들어졌는데 2층과 3층의 지붕돌은 파손되어 시멘트로 보수하였다. 1층 탑신의 한 면에는 2중으로 음각된 문에 자물쇠가 양각되어 있다. 지붕돌의 아래에는 얕게 만들어진 3단의 받침이 있고 처마는 수평을 이루다가 전각에 이르러 급하게 반전되었다. 3층 지붕돌 위에는 모든 소원을 이루어준다는 구슬인 보주가 놓여 있다.

## 같이 보기
- 삼층석탑

## 참고 자료
- 시흥문원리삼층석탑 - 국가유산청 국가유산포털
- 문원리 3층 석탑 - 과천시 문화관광